# Pietre runiche del ponte di Gunnar
Le due pietre runiche del ponte di Gunnar a Kullerstad, situate circa un chilometro a nord-est di Skärblacka, Östergötland, Svezia (storica provincia dell'Östergötland), rappresentano la dedica di un ponte da parte di un uomo chiamato Håkon al figlio Gunnar. La seconda pietra fu scoperta in una chiesa a soli 500 metri, ed oggi si trova nel cimitero. Secondo quanto scritto sulla seconda pietra, Håkon eresse più di una pietra in memoria del figlio che morì vestr o "ad ovest".

## Ög 162

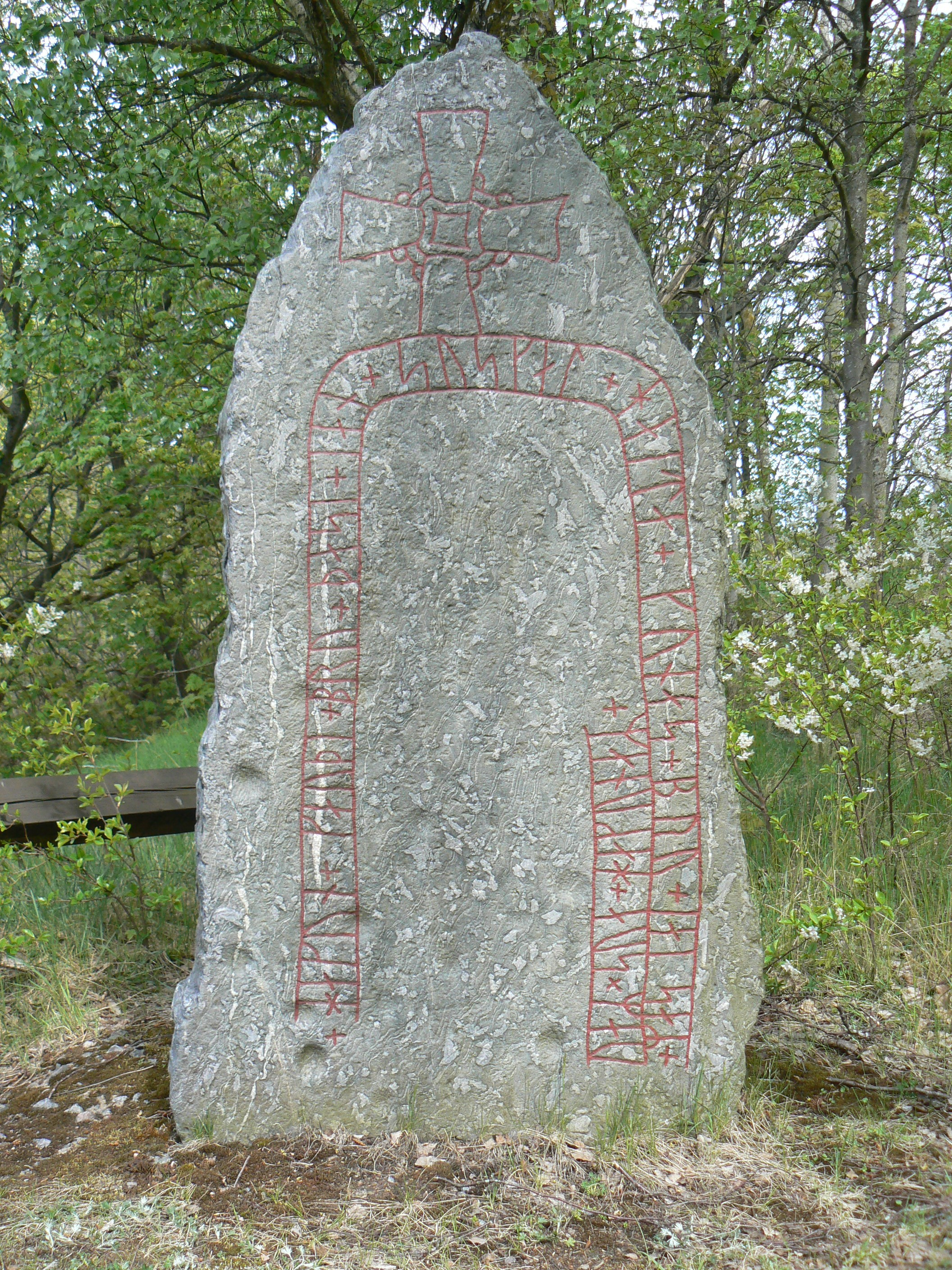
Ög 162.

L'iscrizione su questa pietra, alta 160 cm, è una croce cristiana sopra ad un testo runico ad arco. L'aspetto dell'iscrizione è simile a quello della Ög Fv1970;310, e si crede che in origine formassero una coppia di monumenti incisi dallo stesso mastro runico. Il testo di entrambe le pietre indica che Hákon costruì un ponte in ricordo del figlio Gunnarr, il quale morì vestr o "ad ovest". Nonostante i messaggi di molte pietre siano semplici formule, alcune di loro trasmettono la tristezza di coloro che le eressero in memoria di parenti morti, come le due in questione.

### Traslitterazione delle rune in caratteri latini
+ hakun + karþi + bru + þasi + ian + su skal + haita + kunas + bru + iai saR + uaR × sua + hakunaR +

### Trascrizione in lingua norrena
Hakon gærði bro þessi, en su skal hæita Gunnars bro, en saR vaR sunn HakonaR.

### Traduzione in inglese
Hákon made this bridge and it will be called Gunnarr's bridge. And he was Hákon's son.

### Traduzione in italiano
Hákon costruì questo ponte e lo chiamò ponte di Gunnarr. Egli era figlio di Hákon

## Ög Fv1970;310

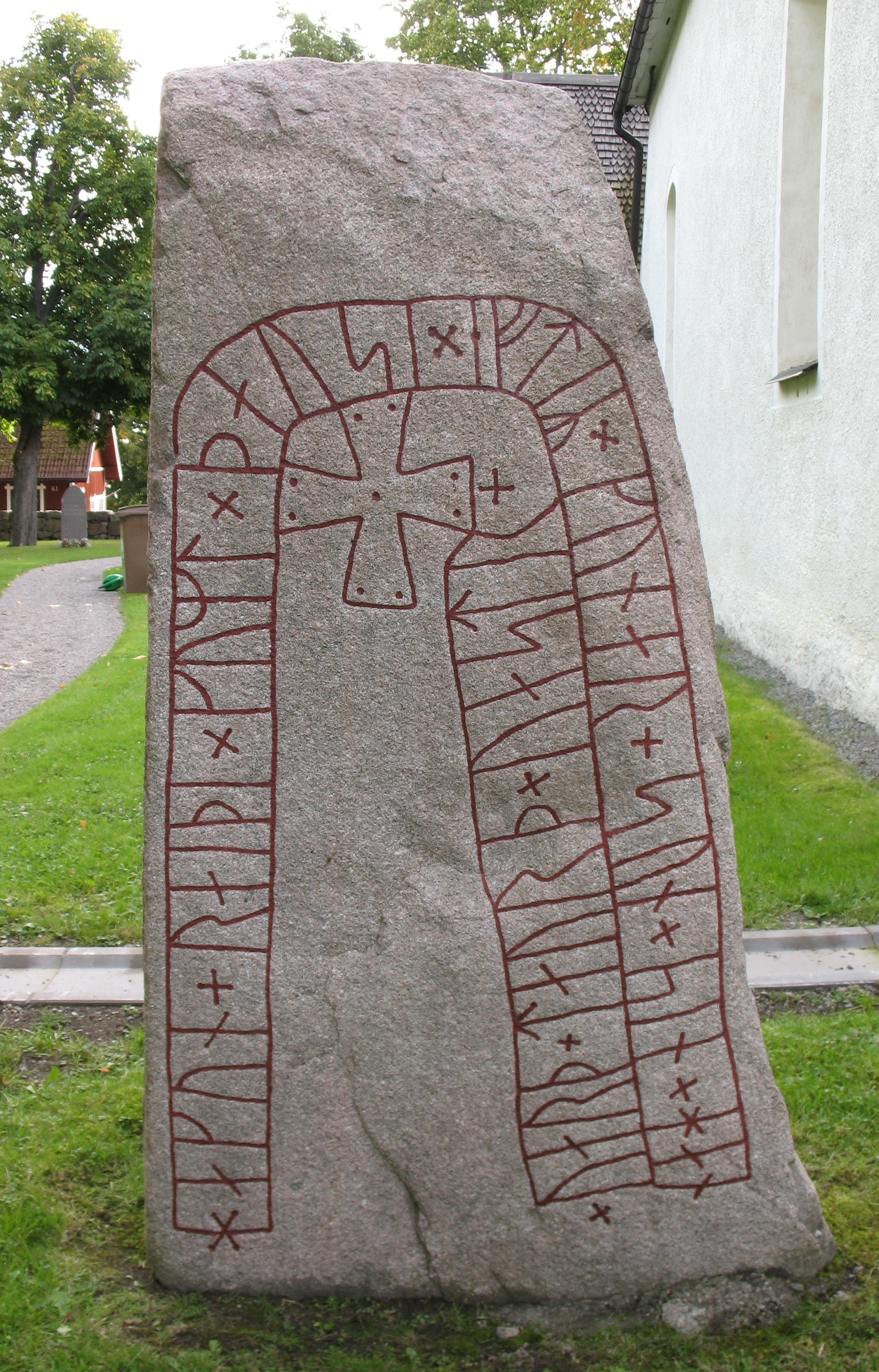
Ög Fv1970;310.

Questa pietra fu rinvenuta nelle mura esterne della chiesa di Kullerstad nel 1969, ed oggi è stata posta all'interno del cimitero. Secondo questa pietra, Håkon eresse più di un memoriale per il figlio che morì ad ovest. 

### Traslitterazione delle rune in caratteri latini
hakun + raiþi × kuml × þausi × eftiR × kunar + sun × sin × han × uarþ × taurþ × uastr +

### Trascrizione in lingua norrena
Hakon ræisþi kumbl þausi æftiR Gunnar, sun sinn. Hann varð dauðr vestr.

### Traduzione in inglese
Hákon raised these monuments in memory of Gunnarr, his son. He died in the west.

### Traduzione in italiano
Hákon eresse questi monumenti in memoria di Gunnarr, suo figlio. Egli morì ad ovest.

## Galleria d'immagini

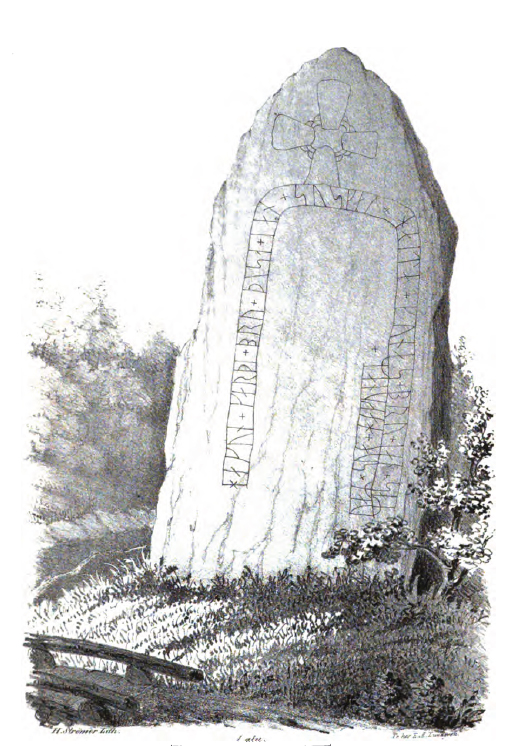
Disegno della pietra Ög 162 pubblicato nel 1857.
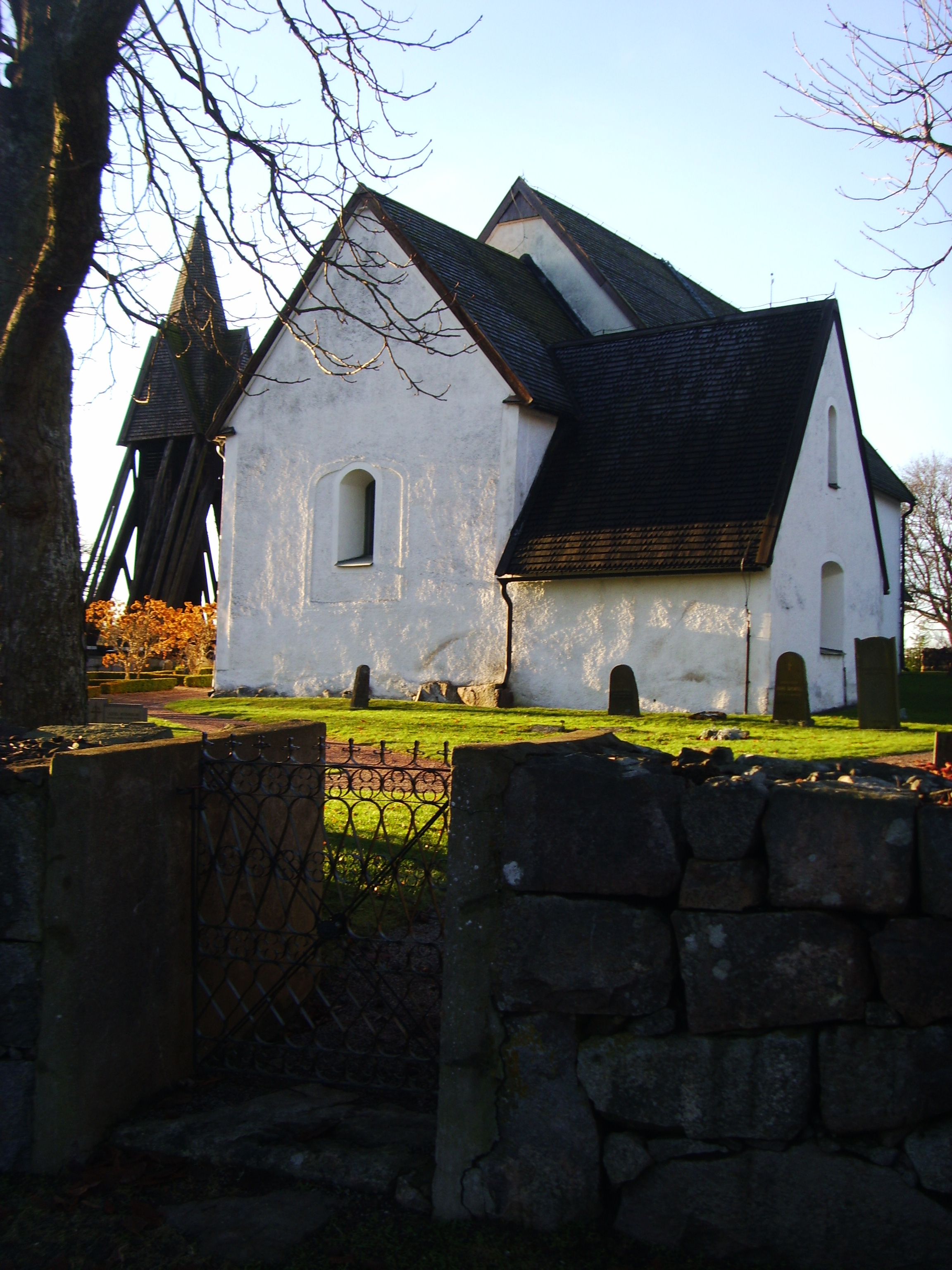
La chiesa di Kullerstad nel 2008.